# 積恩·慕沙
積恩·迪亞高·慕沙（Jean Diego Moser，1993年6月23日—），生於巴西瓜拉米林，巴西足球運動員，司職前鋒。現時効力台灣企業甲級足球聯賽球隊臺南台鋼。

## 球員生涯
慕沙來港之前，曾效力日乙球會金澤薩維根及櫪木SC，之後一度返回巴西，2018－19球季獲元朗隊長法比奧邀請加盟元朗，全季攻入15球，是港超聯次席射手，季後獲東方龍獅斟介加盟。2020年1月，他被外借至香港飛馬。2020年6月，東方龍獅宣佈慕沙離隊。
2023年，他重回香港，加盟冠忠南區。同年7月28日，加盟台灣企業甲級足球聯賽球隊臺南台鋼。

## 球會數據
最後更新：2016年2月23日
| 球會表現 | 球會表現   | 球會表現 | 聯賽 | 聯賽 | 盃賽   | 盃賽   | 總計 | 總計 |
| 球季     | 球會       | 聯賽     | 上陣 | 入球 | 上陣   | 入球   | 上陣 | 入球 |
| 日本     | 日本       | 日本     | 聯賽 | 聯賽 | 天皇盃 | 天皇盃 | 總計 | 總計 |
| -------- | ---------- | -------- | ---- | ---- | ------ | ------ | ---- | ---- |
| 2015     | 金澤薩維根 | 日乙     | 21   | 4    | 1      | 0      | 22   | 4    |
| 生涯總計 | 生涯總計   | 生涯總計 | 21   | 4    | 1      | 0      | 22   | 4    |

## 榮譽
冠忠南區
- 香港菁英盃冠軍（2022–23季度）

## 外部連結
- Jean Moser （页面存档备份，存于）
- Jean Moser （页面存档备份，存于）
- Jean Moser （页面存档备份，存于）